# سرنجداخ (سقز)
قرية سرنجداخ (بالكردية: سرنجداخ) هي إحدى القرى التابعة لـخورخوره في ريف قسم زيويه من مقاطعة سقز، في محافظة كردستان الإيرانية.

## السكان
حسب إحصاءات سنة 2006، بلغ إجمالي السكان في سرنجداخ 149 نسمة وعدد المساكن 21 مسكن. لغة سكان سرنجداخ هي اللغة الكردية و هم من أهل السنة والجماعة والمذهب الشافعي.